# Small
A Small a negyedik dal a Queen + Paul Rodgers formáció 2008-as The Cosmos Rocks albumáról.
Nyilatkozatok szerint valójában Roger Taylor szerzeménye, bár megegyezés szerint az albumon nem jelölték külön a szerzőséget. A Small egy könnyed, lassú, balladaszerű dal. A hangszerelésében egyaránt megtalálható az akusztikus és az elektromos gitár, ahogy az korábban több Queen-dal esetében előfordult (White Queen). Gyakran hasonlítják a Queen 1976-os Long Away című dalához.
A dalszöveg enyhén filozofikus hatású, a nagyvilágban önmagát kicsinek, de boldognak érző emberről szól. Emiatt érték is kritikák, hogy az olyan mondatok, mint a „mindenkinek rá kell jönni, hogy a béke fenséges” túlságosan naivak és szentimentálisak.
A Mojo magazin szerint a dal a Free korszak megidézése. A PopMatters a békéről szóló abszolút gyönyörű üzenetnek nevezte. Az est.hu kritikusa a Queen himnuszok egyik gyenge utánérzésének tartotta.
Nem játszották a Rock the Cosmos Tour során.

## Közreműködők
- Paul Rodgers: ének
- Brian May: gitár, basszusgitár, háttérvokál
- Roger Taylor: dob, billentyűsök